# Cotoroanță

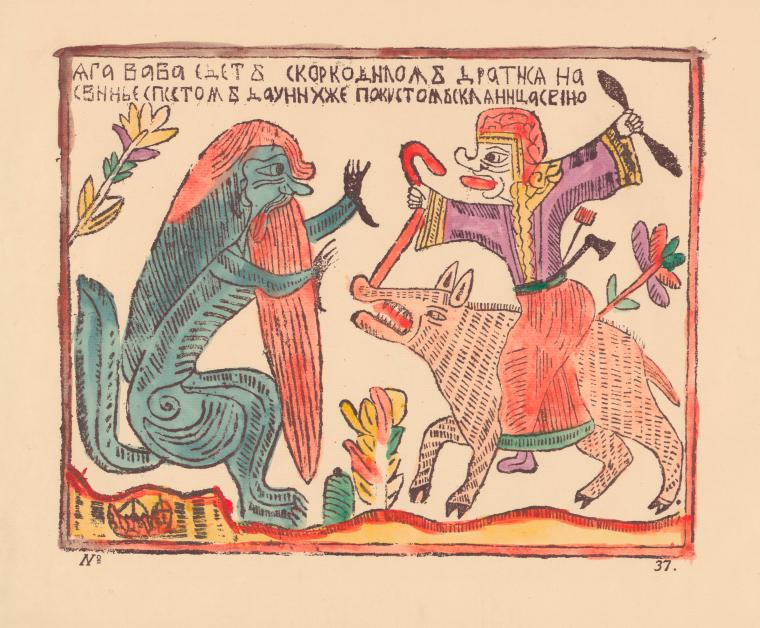
Baba Yaga călărind un porc şi luptând cu o fiinţă infernală (din mitologia rusă).

Cotoroanța (în rusă ведьма, transliterat: vedma, în maghiară banya) este o făptură slută, ursuză și grozavă din mitologia românească. Plăsmuire a imaginarului colectiv popular, se întrupa într-un personaj negativ de care eroii și eroinele miturilor transformate, odată cu trecerea mileniilor, în basme trebuiau să se ferească cu orice preț. Acestea erau, de asemenea, moașe pricepute, doftoroaie vestite, sfătuitoare prețioase, dar și vrăjitoare redutabile cu care nu era bine să ai de-a face.
Un basm românesc cules de Petre Ispirescu relatează că, la un moment dat, Diavolul se certă zgomotos cu o babă, cele două personaje făcând o larmă atât de mare încât l-au trezit din somn pe Sfântul Petru, care mânios fiind, puse mâna pe o sabie și le tăie capetele celor doi zurbagii. După sângeroasa pedeapsă și plecarea Sfântului, trupurile decapitate s-au apucat să-și caute capetele prin țărână. Diavolul a găsit capul babei pe care și l-a însușit, iar baba pe cel al Diavolului, care, fără prea multă mirare, i s-a potrivit de minune cotoroanței.